# Famille de Parcevaux
La famille de Parcevaux est une famille subsistante de la noblesse française et une famille de la noblesse bretonne subsistante, originaire du pays de Léon (Finistère).
« Parcevaux » est une forme vocalisée de Perceval, ancien nom de baptême breton. La famille de Parcevaux n'est pas apparentée à la famille de Parseval.

## Historique
Etienne de Parcevaux, de la paroisse de Pordù, fit du consentement d'Alice, sa femme, un accord avec l'abbé de Beauport, en 1295. Jean de Parcevaux, écuyer, paraît en 1391 dans une montre de Du Guesclin et ratifia le traité de Guérande, avec les nobles de Saint-Brieuc en 1381. Jean de Parcevaux épousa Catherine d'Hillion.
La famille de Parcevaux a possédé en Bretagne les seigneureries de Mezarnou, de Kéraméal, de Kerjau et de Morizur.
La famille de Parcevaux appartient à la noblesse d'extraction sur preuves de 1557 et reconnue d’extraction noble en Bretagne par arrêté du 12 avril 1669 ,.

## Généalogie simplifiée
La descendance est connue par les documents et actes d'état civil.
- Hervé (Yves) de Parcevaux ( -1519), seigneur de Mézarnou. En 1490, il épouse Marie de Kergranec.
  - Maurice de Parcevaux, seigneur de Mézarnou. Il épouse Jeanne de Kerouanec, dame de Prat-hir.
    - Yves de Parcevaux ( -1558), seigneur de Prat-Hir et conseiller au Parlement de Bretagne. Il épouse le 20 mars 1554 Jeanne de Boutteville, dame du Faouët, dont il a deux filles mortes en bas âge.
    - Jehan de Parcevaux ( - septembre 1587), conseiller au Parlement de Bretagne, seigneur de Mézarnou, de la Paluë. Il recueille la succession de son frère aîné. Il épouse Françoise de Kerlec'h, dame de Kerascoët.
      - Hervé (prénommé aussi, à tort, Vincent dans de nombreux textes) de Parcevaux (v.1560-1616), seigneur de Mézarnou, de la Paluë, de Kerascoët. Il épouse en secondes noces en 1591 Renée de Coëtlogon (1562-1624), veuve de Lancelot Le Chevoir, originaire de Prat (dans l'actuel département des Côtes-d'Armor) et propriétaire dans cette paroisse du manoir de Coadealan

  - Prigent de Parcevaux, seigneur de Keraméar, Lieutenant de Léon, et procureur à la cour. Il épouse en 1535, Françoise dame héritière de Keraméar.
    - Alain de Parcevaux épouse en 1560 Catherine de Kersauson.
      - Vincent de Parcevaux, seigneur de Keraméar. Il épouse Marie Le Moyne.
        - Louis de Parcevaux (1615- ), chevalier seigneur de Keraméal. Il épouse Claude Billes, dame ouairière de Coetseziou.
          - Robert Guillaume de Parcevaux (1664-1712), écuyer, lieutenant des vaisseaux du roi. Il épouse le 27 avril 1692 à Saint-Frégant, Marie Magdelaine de Kergoët de Tronjoly.
            - Claude de Parcevaux (1700-1775), seigneur de Kerarméar, officier de marine français. Le 21 avril 1738 à Saint-Pol-de-Léon, il épouse Marie Madeleine de Kergoët, héritière de Tronjoly.
              - Ambroise Toussaint Marie de Parcevaux (31 octobre 1747 à Saint Pol de Léon - 7 mars 1826 au manoir de Tronjoly - Cléder), lieutenant de vaisseau, chevalier de Saint Louis, maire de Cléder, comte de Parcevaux. Le 13 décembre 1774 à Brest, il épouse Dreuse Jacquette de Bullion de Montlouet, l'une des instigatrices de la révolte du Léon en mars 1793.
                - Louis Ambroise Claude Marie de Parcevaux (19 février 1784 à Brest - 28 avril 1838 au château De Tronjoly - Cléder,), comte de Tronjoly, percepteur à Cléder (1822). Le 5 octobre 1812 à Saint-Urbain, il épouse Louise de Goesbriand, héritière du manoir de Creac'h Balbé en Saint-Urbain.
                  - Pierre Marie Charles de Parcevaux (30 janvier 1836 au château de Tronjoly - Cléder - 20 février 1900 à Landerneau), maire de Saint-Urbain. Le 24 mai 1864 à Nantes, il épouse Noémie Jaillard de La Marronière.
                    - Paul de Parcevaux (17 juin 1865 à Nantes- 6 novembre 1926 en mer), officier supérieur d'infanterie. Le 11 avril 1893 à Tours, il épouse Marie Louise Bailloud de Masclary[4].
                      - Pierre de Parcevaux (7 janvier 1899 à Tours - 11 janvier 1985 à Paris). En 1926, il épouse Christiane Loche, puis veuf en 1929, il épouse en secondes noces en 1932, Michelle de Rasilly (1910-2012).
                        - (2) Alain de Parcevaux, ambassadeur de l'ordre souverain de Malte. Il épouse sa cousine Armelle de Parcevaux[5] (voir ci-dessous).
                          - Thierry de Parcevaux (29 juin 1961 à Laval), dirigeant de banque. Le 6 juin 1989, il épouse la journaliste Aude-Claire Joatton[6].
                          - Tanguy de Parcevaux (1964[7]), dirigeant de société, vice-président de l'ordre de Malte-France[8]. Il épouse Mathilde de Thy de Milly[9].

                      - Jacques de Parcevaux (1914-2009), général de division. Il épouse Gertrude de Lausun[9] (1923-2017).
                        - Hugues de Parcevaux épouse Roselyne Levesque[9].
                          - Stanislas de Parcevau 1977[9]), directeur marketing[10]. Il épouse Charlotte Huon de Kermadec.

                        - Véronique de Parcevaux (1953), personnalité politique et présidente du Secours catholique.

                    - Louis de Parcevaux (1866-1910), capitaine au 48e régiment d'infanterie. Le 10 août 1897 à Querqueville, il épouse Denise Lucas de Couville.
                      - Hervé de Parcevaux (1898-1957), officier supérieur. Il épouse Thérèse Musin (1897-1983).
                        - Armelle de Percevaux épouse son cousin Alain de Parcevaux (voir ci-dessus).

## Armes, devise
Les armes de la famille sont d'argent à trois chevrons d'azur,.
La famille a pour devise « S'il plaît à Dieu »,.

## Alliances
de Kerlouan, Prathir, Campir, de Kergranec (1490), de Kerouanec (v.1530), de Keranméar (1535), de Bouteville (1554), de Kerlec'h (v.1560), de Kersauson (1560), de Coëtlogon (1591), Le Moyne de Trévigny, Billès, 
de Kergoët de Tronjoly (1692, 1738), de Bullion de Montlouët (1774),  de Goësbriand (1812), Jouan de Kervenoaël (1842), Jaillard de La Marronière (1864), Bailloud de Masclary (1893), Lucas de Couville (1897), Loche (1926), de Rasilly (1932), de Pompéry, Le Cordier de Bigars de la Londe, de Montrichard,  Joatton (1989), de Lassus Saint-Geniès (2019)...